# ウィーン大学

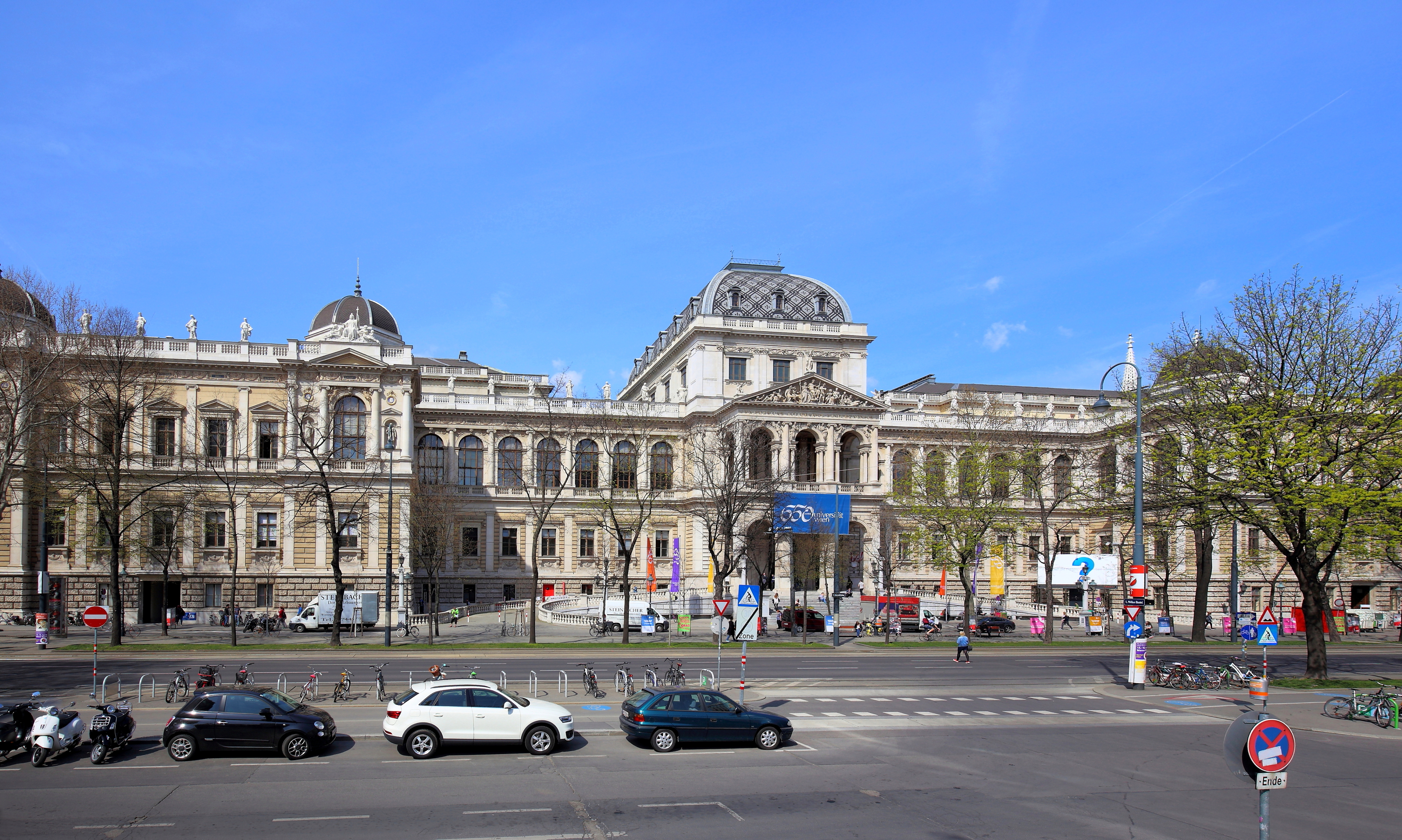
ウィーン大学

ウィーン大学（ウィーンだいがく、独：Universität Wien）は、オーストリアのウィーンにある総合大学。1365年創立の、ドイツ語圏最古・最大の中世大学である。ルドルフ4世がプラハ・カレル大学に対抗して創立。「ルドルフ4世大学(Alma Mater Rudolphina Vindobonensis)」と当初は呼ばれていた。神聖ローマ帝国が創立した最古の三大大学（カレル大学、ウィーン大学、ハイデルベルク大学）の一角である。

## 歴史
1365年、オーストリア公のルドルフ4世によって創立された。しかし、ローマ教皇ウルバヌス5世はカレル大学の創立者である神聖ローマ皇帝のカール4世の意向や神学部の在り方を巡って、当初は大学を認可しようとしなかった。その後、無事に大学として認められ、1385年には初めての大学棟が建てられた。徐々に神聖ローマ帝国内最高の大学として地位を固め、ヒューマニズム全盛期には、多くの教養人を輩出した。しかし、宗教改革期になると、教皇との距離の近さから勢いに陰りが見えるようになる。加えてペストの大流行や、1529年の第一次ウィーン包囲を経て、学生数は激減した。状況の打開のためには、さらなる教会との結びつきが必要と考えた神聖ローマ皇帝のフェルディナント1世は、1551年にイエズス会を大学に結び付けることにしたが、結果的に、大学側と教会側の争いが激化することとなった。このイエズス会と大学の対立は、18世紀中頃になって、マリア・テレジアが大学を君主制の傘下に入れる判断を下すまで続いた。神学部偏重による長い低迷期を抜け出したウィーン大学は、その後のヨーゼフ2世の治世においてもさらなる学内改革を行い、医師や官吏の教育に力を入れ、プロテスタントやユダヤ人の入学も許可することとなった。19世紀中頃から、哲学、心理学、医学、経済学、歴史学、民族学、法学、音楽の各分野において新機軸となる先駆的な研究が行われ、それぞれでウィーン学派が形成された。

## 組織
学部・研究所は以下のような構成になっている。

### 学部
- カトリック神学部（Katholisch-Theologische Fakultät）
- 福音主義神学部（Evangelisch-Theologische Fakultät）
- 法学部（Rechtswissenschaftliche Fakultät）
- 経済学部（Fakultät für Wirtschaftswissenschaften）
- 情報学部（Fakultät für Informatik）
- 歴史・文化学部（Historisch-Kulturwissenschaftliche Fakultät）
- 文献・文化学部（Philologisch-Kulturwissenschaftliche Fakultät）
- 哲学・教育学部（Fakultät für Philosophie und Bildungswissenschaft）
- 心理学部（Fakultät für Psychologie）
- 社会科学部（Fakultät für Sozialwissenschaften）
- 数学部（Fakultät für Mathematik）
- 物理学部（Fakultät für Physik）
- 化学部（Fakultät für Chemie）
- 地球科学・地理学・天文学部（Fakultät für Geowissenschaften, Geographie und Astronomie）
- 生命科学部（Fakultät für Lebenswissenschaften）

### センター
- 翻訳研究センター（Zentrum für Translationswissenschaft）
- スポーツ科学・大学スポーツセンター（Zentrum für Sportwissenschaft und Universitätssport）
- 分子生物学センター（Zentrum für Molekulare Biologie）
- 教員教育センター（Zentrum für Lehramtsstudium）
- 微生物学・環境システム科学研究センター（Zentrum für Mikrobiologie und Umweltsystemwissenschaft）
- ウィーン大学植物園

尚、1365年創立のウィーン大学医学部は、2004年に独立してウィーン医科大学となっているが、校舎は、ウィーン大学医学部時代のままである。

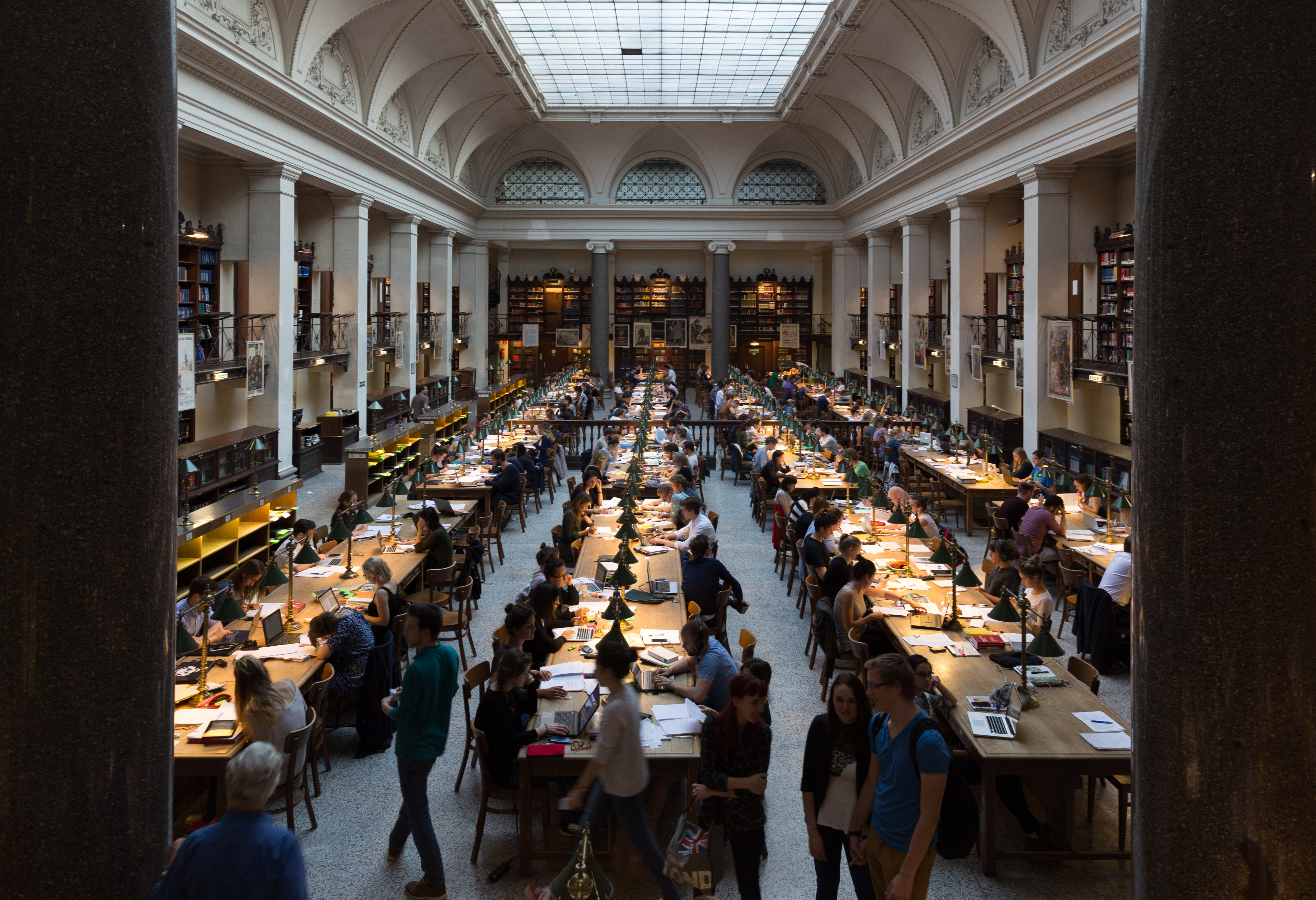

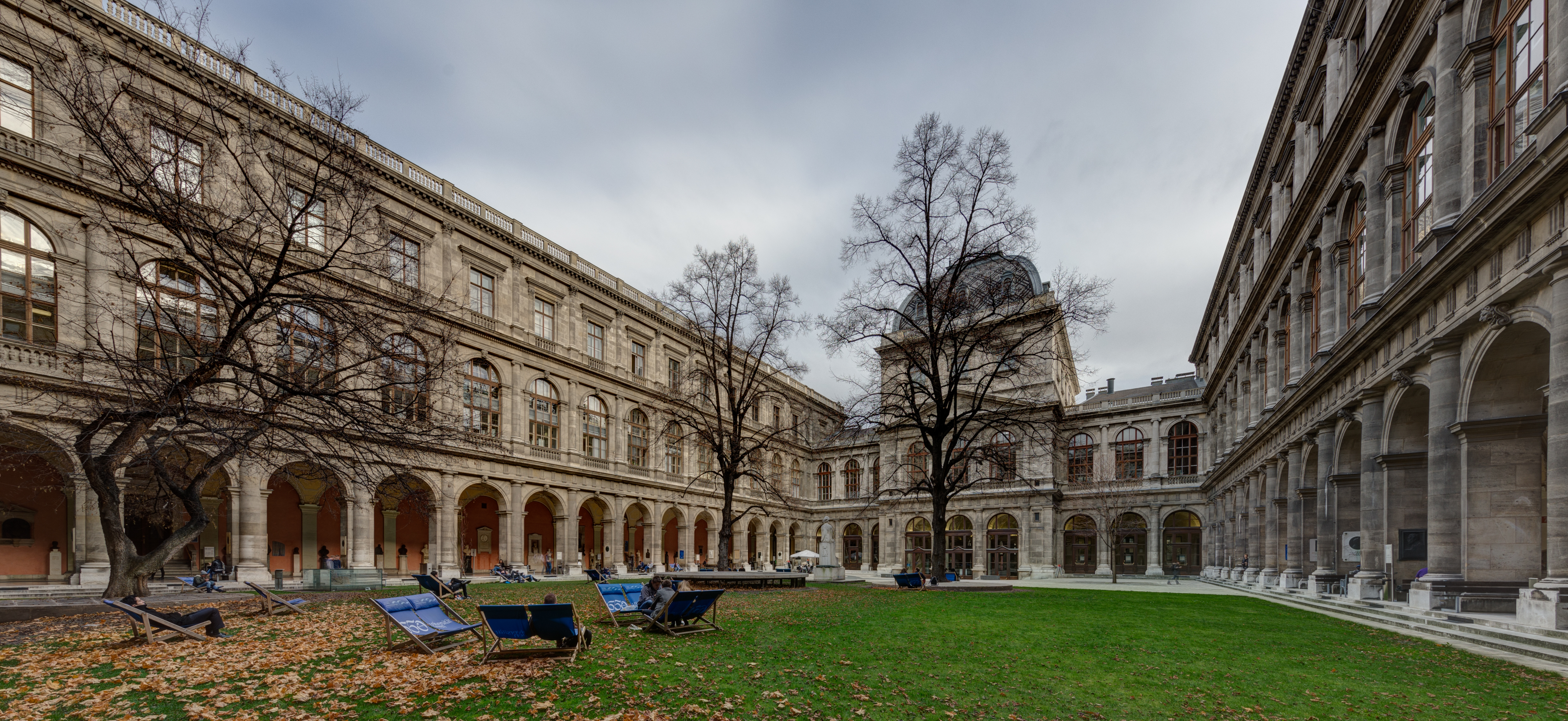

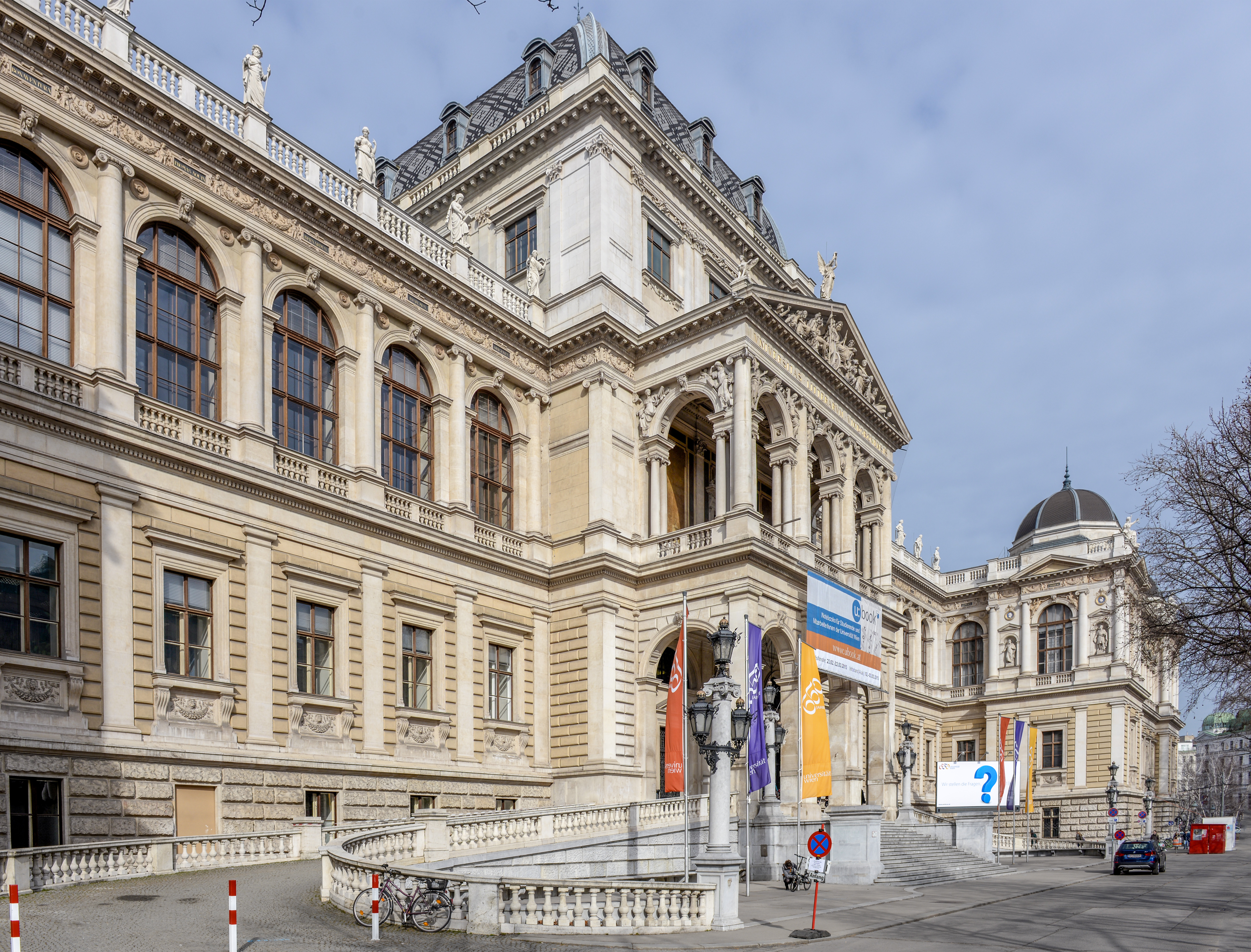

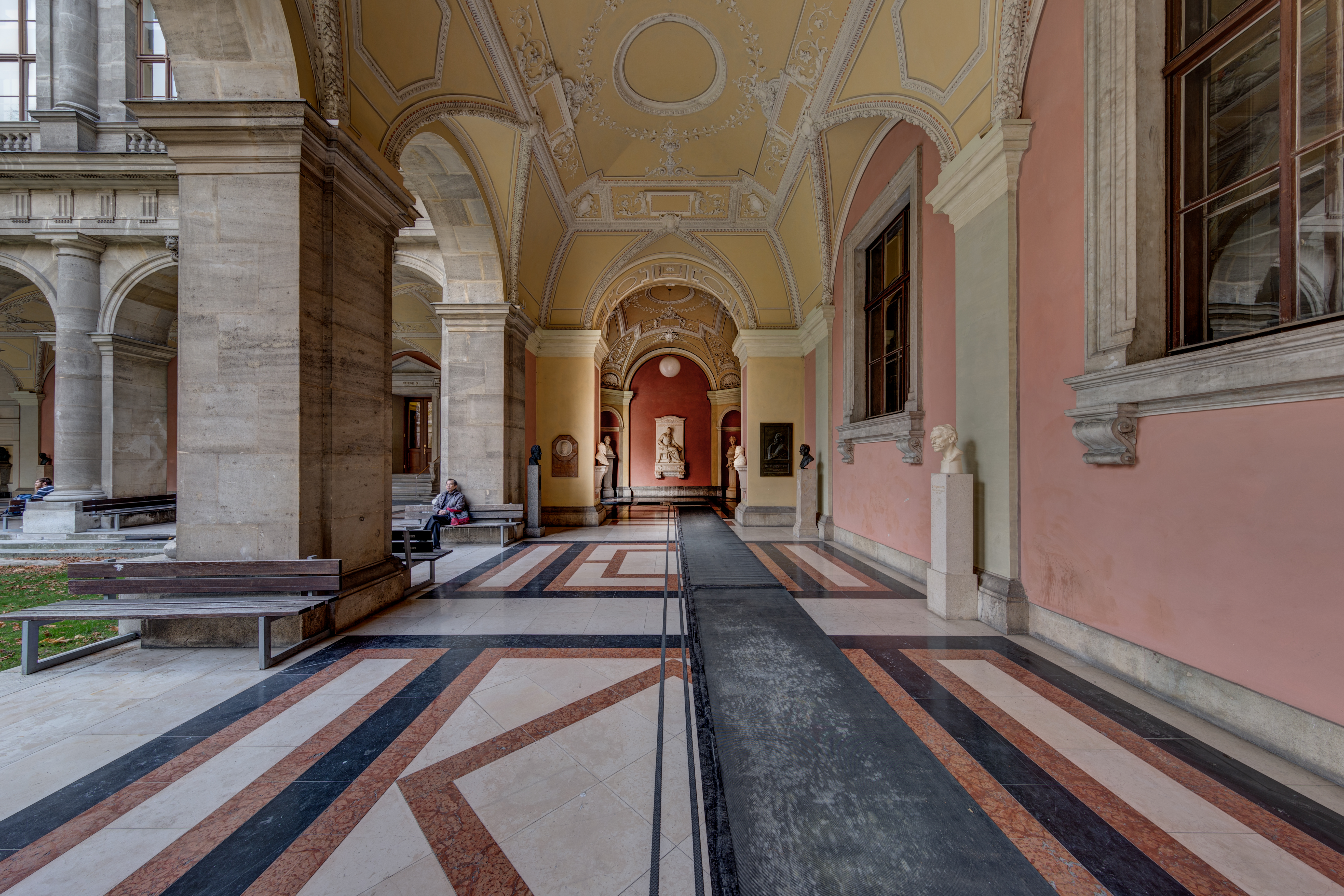

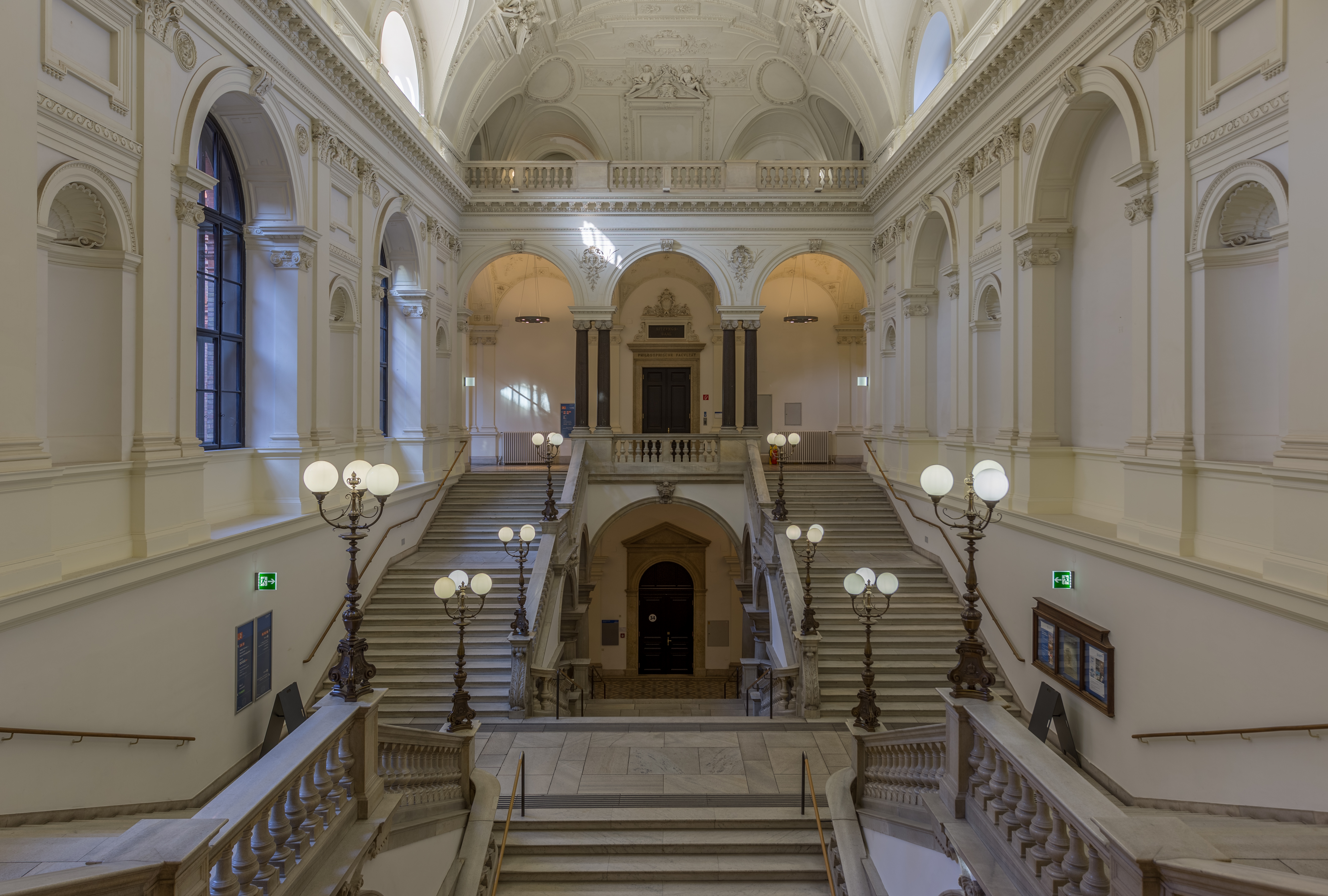

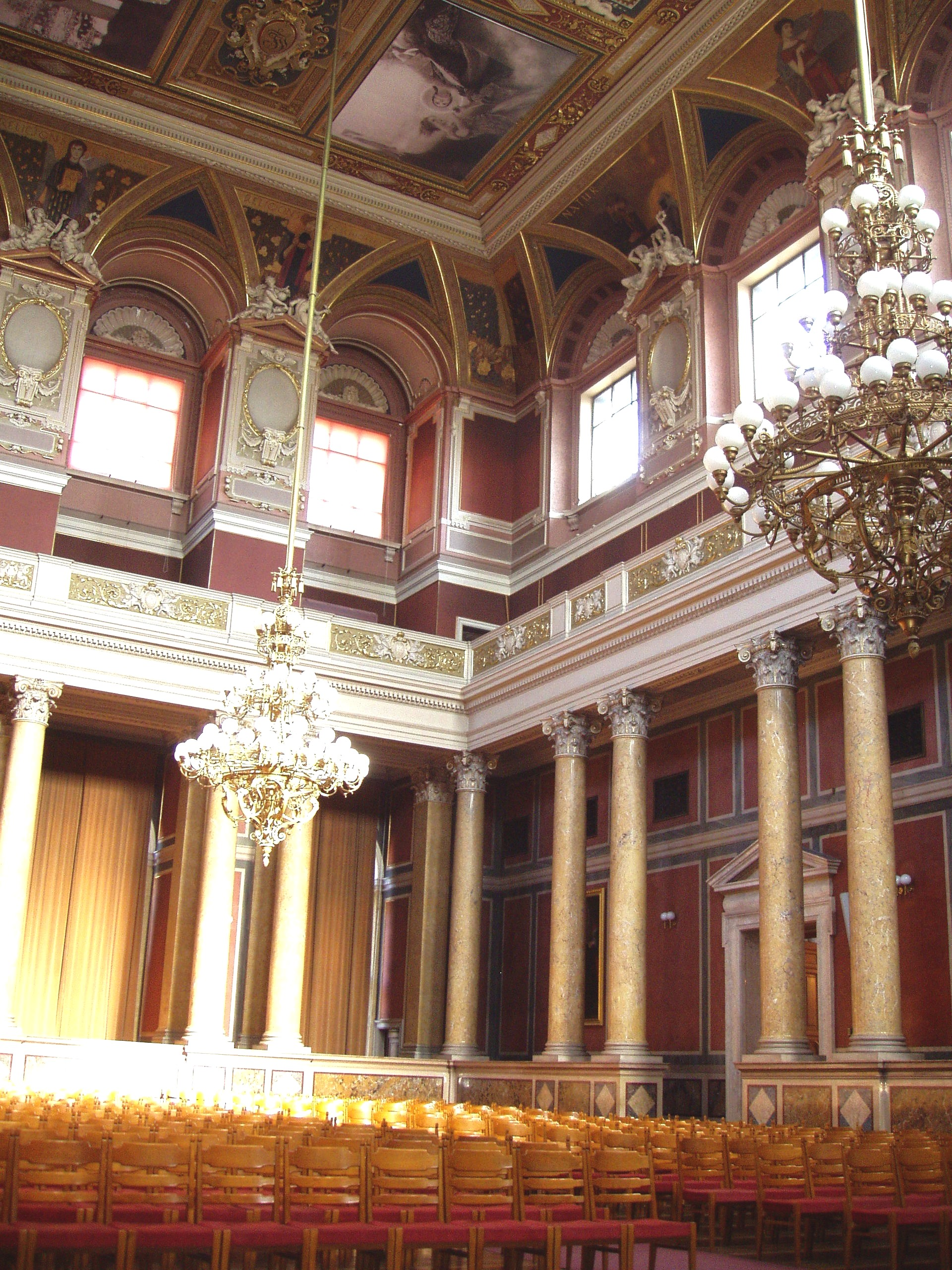

## 評価
特に人文・社会科学系統や数学に強く、非英語圏の大学の中では毎年一桁台の順位に位置づけられる。
- THE世界大学ランキング 世界第119位[4]
  - 人文科学：27位
  - 法学：41位
  - 社会科学：45位
  - 心理学：54位
- QS世界大学ランキング 世界第130位[5]
  - メディア・文化・コミュニケーション学：10位
  - 神学：21位
  - 歴史学：33位
  - 考古学：35位
  - 哲学：49位
  - 社会学：55位
  - 人文科学：58位

- 世界大学学術ランキング 世界第101～150位[6]
  - 数学：29位
  - 物理学：48位
  - 政治学：50位

## 関係者

### 著名な出身者

#### ノーベル賞受賞者
- ローベルト・バーラーニ - 医学者
- リヒャルト・ジグモンディ - 化学者
- ユリウス・ヴァーグナー＝ヤウレック - 医学者
- ハンス・フィッシャー - 化学者
- カール・ラントシュタイナー - 医学者
- エルヴィン・シュレーディンガー - 物理学者
- オットー・レーヴィ - 薬理学者
- ビクター・フランツ・ヘス - 物理学者
- リヒャルト・クーン - 化学者
- マックス・ペルーツ - 化学者
- カール・フォン・フリッシュ - 動物行動学者
- コンラート・ローレンツ - 動物行動学者
- フリードリヒ・ハイエク - 経済学者
- エリアス・カネッティ- 作家
- エルフリーデ・イェリネク - 作家
- アントン・ツァイリンガー物理学者

#### ウィーン大学で教鞭をとった出身者
- エルンスト・マッハ - 哲学者、物理学者
- ジークムント・フロイト - 精神分析学者
- アントン・ブルックナー - 作曲家
- カール・メンガー - 経済学者
- アレクサンダー・ファン・デア・ベレン - オーストリア連邦大統領
- ハンス・ケルゼン - 公法学者、憲法裁判所裁判官
- ヴィクトール・フランクル - 精神科医、心理学者
- クルト・ゲーデル - 数学者・論理学者
- ヨハン・ロシュミット - 化学者、物理学者
- カール・ヴェルスバッハ - 化学者、発明家
- オイゲン・フォン・ベーム＝バヴェルク - 経済学者
- フリードリヒ・フォン・ヴィーザー - 経済学者
- ルートヴィヒ・フォン・ミーゼス - 経済学者
- ヨハン・パリサ - 天文学者
- カール・フォン・ロキタンスキー - 哲学者
- アウグスト・シュライヒャー - 言語学者
- ヨゼフ・シュコダ - 物理学者
- ヨーゼフ・フォン・ゾンネンフェルス - 法学者・作家
- ヨーゼフ・シュテファン - 物理学者、数学者、詩人
- クリスチャン・ドップラー - 物理学者、数学者、天文学者
- アルブレヒト・ペンク - 地理学者、地質学者
- オスカー・モルゲンシュテルン - 経済学者
- テオドール・ビルロート - 外科医

#### その他の出身者
- グレゴール・ヨハン・メンデル - 遺伝学の祖
- フルドリッヒ・ツヴィングリ - 宗教改革者
- グスタフ・マーラー - 作曲家、指揮者
- クルト・ヴァルトハイム - 国連事務総長、オーストリア連邦大統領
- カール・レンナー - オーストリア連邦大統領、首相
- ルドルフ・キルヒシュレーガー - オーストリア連邦大統領
- ハインツ・フィッシャー - オーストリア連邦大統領
- リヒャルト・クーデンホーフ＝カレルギー - 政治家（EUの父）
- セバスティアン・クルツ - オーストリア連邦首相
- クリスティアン・ケルン - オーストリア連邦首相
- ブリギッテ・ビアライン - オーストリア連邦首相、憲法裁判所長官
- ヴォルフガング・シュッセル - オーストリア連邦首相
- アレクサンダー・シャレンベルク - オーストリア連邦首相
- フレート・ジノヴァツ - オーストリア連邦首相
- ブルーノ・クライスキー - オーストリア連邦首相
- アルフレート・グーゼンバウアー - オーストリア連邦首相
- ヨーゼフ・シュンペーター - 経済学者
- カール・ポランニー - 経済学者
- ピウス3世 - ローマ教皇
- ハンス・アスペルガー - 小児科医
- シュテファン・ツヴァイク - 作家・評論家
- カール・ポパー - 科学哲学者
- ブルーノ・ベッテルハイム - 精神科医
- ポール・ファイヤアーベント - 科学哲学者
- ビルギット・ケルナー - 仏教学者
- ヴィルヘルム・ライヒ - 精神分析家
- O・W・フィッシャー - 俳優
- カール・カウツキー - マルクス主義理論家
- フーゴー・フォン・ホフマンスタール - 詩人、作家、劇作家
- カール・クラウス - 作家
- ヨーゼフ・クライナー - 日本研究者
- カール・ルエーガー - 政治家（ウィーン市長）
- アントン・ヴェーベルン - 作曲家、指揮者
- カジミェシュ・ヴィエジンスキ - 詩人
- リーゼ・マイトナー - 物理学者
- アロイス・モック - 政治家
- アーダルベルト・シュティフター - 画家、小説家
- フレッド・ジンネマン - 映画監督
- ミヒャエル・ハネケ - 映画監督
- アレクサンダー太陽ショイビンマー - 弁護士
- レシ・クルバス - 演出家、俳優、劇作家
- 斎藤茂吉 - 歌人、精神科医
- 岡正雄 - 民族学者
- 塚本哲也 - 新聞記者、東洋英和女学院大学学長
- 工藤美知尋 - 政治学者
- 中島義道 - 哲学者
- 宮原武熊 - 医学者
- 村里敏彰 - 国際スキー連盟副会長
- 吉水千鶴子 - 仏教学者
- 潘建偉 - 量子物理学者、中国科学技術大学副学長